# 丹麥裔格陵蘭人
丹麥裔格陵蘭人（丹麥語：Dansk Grønlændere）是格陵蘭的丹麥人移民及其後代。 
丹麥格陵蘭人是格陵蘭的少數民族，約佔該地區人口的11％。格陵蘭因紐特人 （包括混血人士）约占总数的85％–90％（2009年估计）。 
在1990年代，許多丹麥人因高薪與良好就業機會而定居在努克。在格陵蘭，努克的丹麥人比例最高。

## 歷史
從西元10世纪到15世纪，格陵蘭西南部一直有持續性古斯堪的納維亞移民的居民點。目前仍然不清楚何时與甚麼原因造成這些人消失，但气候变化似乎是主要原因。這些中世纪的定居者大多數来自於挪威（通過冰島），而不是丹麥。
自1721年起，丹麥-挪威聯合王國於格陵蘭的西南部恢復殖民點，最初形式的人員為季節性交易的特派團職務，而不是永久定居點移民。

## 語言
自格陵蘭1979年實行自治以後，丹麥語和格陵蘭語都被用於的公共事物上；大多數人都會說兩種語言。雖然格陵蘭因紐特語方言之一的Kalaallisut語（西格陵蘭語）於2009年6月成為唯一的官方语言。不過丹麥語仍廣泛用於行政管理和高等教育中，並且仍然是努克和其他較大城鎮中丹麥移民的第一語言或唯一語言。關於格陵蘭語和丹麥語在未來社會中的作用的辯論正在進行中。
格陵蘭約有12％的人口說丹麥語作為第一語言或唯一語言，尤其是格陵蘭的丹麥移民，其中許多人擔任行政人員，專業人員，學者或熟練商人等職位。雖然格陵蘭語在所有較小的定居點中都占主導地位，但因紐特人或混合血統的一部分，尤其是在城鎮中，講丹麥語。大多數因紐特人以丹麥語為第二語言。在較大的城鎮，尤其是努克，以及較高的社會階層，這仍然是一個較大的群體。